# Chaparea altus
Chaparea altus är en insektsart som beskrevs av Henry Fairfield Osborn 1924. Chaparea altus ingår i släktet Chaparea och familjen dvärgstritar. Inga underarter finns listade i Catalogue of Life.